# رودیارد کیپلینگ (کشتی)
رودیارد کیپلینگ (کشتی) (به انگلیسی: Rudyard Kipling (ship)) یک زیردریایی بود که طول آن ۱۳۸٫۸ فوت (۴۲٫۳ متر) بود. این زیردریایی در سال ۱۹۲۰ ساخته شد.